# Холявко, Николай Алексеевич
Николай Алексеевич Холявко (23 декабря 1916 — 21 марта 1998) — сержант Рабоче-крестьянской Красной Армии, участник Великой Отечественной войны, Герой Советского Союза (1945).

## Биография
Николай Холявко родился 23 декабря 1916 года в деревне Иваки (ныне — Добрушский район Гомельской области Беларуси). После окончания трёх классов школы работал сначала в колхозе, затем в милиции. В 1937 году Холявко был призван на службу в Рабоче-крестьянскую Красную Армию. С начала Великой Отечественной войны — на её фронтах.
К декабрю 1944 года гвардии сержант Николай Холявко был заряжающим самоходной артиллерийской установки 108-го гвардейского самоходного артиллерийского полка 18-й армии 4-го Украинского фронта. Отличился во время освобождения Ужгорода. 2 декабря 1944 года Холявко лично забросал мешавший продвижению вперёд пехоты дзот гранатами, уничтожив несколько вражеских солдат и захватив ещё двух в плен.
После окончания войны Холявко был демобилизован. Проживал на родине, работал в колхозе.

## Награды и звания
Указом Президиума Верховного Совета СССР от 24 марта 1945 года гвардии сержант Николай Холявко был удостоен высокого звания Героя Советского Союза с вручением ордена Ленина и медали «Золотая Звезда».
Был также награждён орденом Отечественной войны I степени и рядом медалей.

## Память

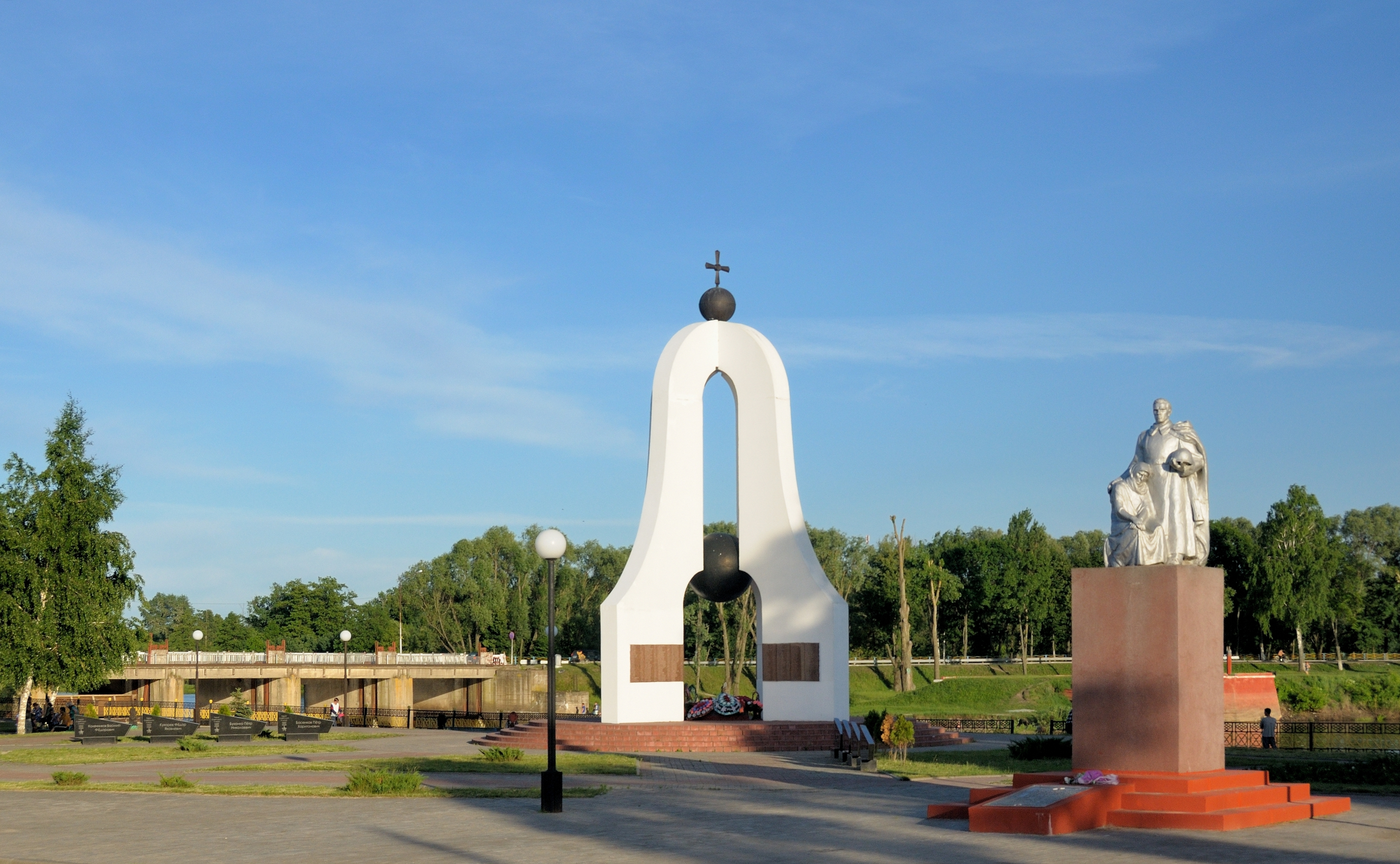
Мемориальный комплекс в Добруше

- В Добруше (Гомельская область) на территории Мемориального комплекса «Память» установлены стелы с именами уроженцев района – Героев Советского Союза. На одной из стел указано имя Н. А. Холявко.
- Именем Н. А. Холявко назван трудовой отряд "Коммунальник" в Добруше (Гомельская область).